# Rich and Famous (film, 1987)
 (juin 2019).
Série
Tragic Hero
(1987)
Pour plus de détails, voir Fiche technique et Distribution.
Rich and Famous (江湖情, Gong woo ching) est un film d'action hongkongais réalisé par Taylor Wong et sorti en 1987 à Hong Kong. Sa suite est Tragic Hero, film qui est cependant sorti quelques mois plus tôt à Hong Kong.
Il totalise 21 014 608 HK$ de recettes au box-office.

## Fiche technique
- Titre : Rich and Famous
- Titre original : 江湖情 (Gong woo ching)
- Réalisation : Taylor Wong
- Scénario : Manfred Wong et Stephen Shiu
- Photographie : Johnny Koo, Abdul M. Rumjahn et Derek Wan
- Montage : Ma Chung-yiu
- Musique : Chan Wing-Leung
- Production : Johnny Mak
- Société de production : Johnny Mak Production
- Société de distribution : Win's Movie Production
- Pays d'origine :  Hong Kong
- Langue originale : cantonais
- Format : couleur
- Genre : action et film de gangsters
- Durée : 94 minutes
- Dates de sortie :
  -  Taïwan : 1er mai 1987
  -  Hong Kong : 28 mai 1987
  -  Corée du Sud : 13 février 1988
  -  Japon : 1er avril 1994

## Distribution
- Chow Yun-fat : Lee Ah-chai
- Andy Lau : Lam Ting-kwok
- Alex Man (en) : Tang Kar-yung
- Alan Tam : Mak Ying-hung
- Pauline Wong (en) : Tang Wai-chiu
- Carina Lau : Lau Po-yee
- Danny Lee : l'inspecteur Cheung
- Shing Fui-on : Numéro 6